# Ałabino (przystanek kolejowy)
Ałabino (ros. Алабино) – przystanek kolejowy w miejscowości Ałabino, w rejonie narofomińskim, w obwodzie moskiewskim, w Rosji. Położona jest na linii Moskwa – Briańsk – Kijów.